# Jacques Kablé

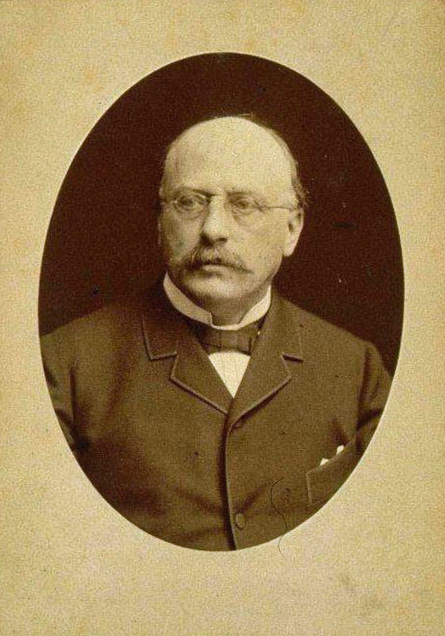
Jacques Kablé

Jacques Kablé (* 7. Mai 1830 in Brumath; † 7. April 1887 in Straßburg) war Versicherungsdirektor, Jurist und Mitglied des Deutschen Reichstags.

## Leben
Kablé studierte an den Rechtsfakultäten von Straßburg und Paris und wurde 1853 Advokat am Landgericht Straßburg. 1859 wurde er Versicherungsdirektor, im Jahr 1881 aber nach Ausweisung der Französischen Versicherungsgesellschaften in den Ruhestand versetzt. Von 1863 bis 1870 war er Mitglied und Gründer von Vereinen nach Schulze-Delitzsch´schem Muster und bis 1871 Teilhaber und Mitarbeiter des „Elsäßischen Volksblattes“.  Während der Belagerung Straßburgs (August–September 1870) war er Präsident des Hilfsvereins für Verwundete und organisierte und leitete er zwölf Lazarette mit 2400 Verwundeten. Kablé war Stadtrat und Beigeordneter sowie im Februar 1871 Mitglied der französischen Nationalversammlung. Im Mai 1871 war er Delegierter der Elsässischen Notablenversammlung in Berlin. 1879 war er Gründer und Mitarbeiter der 1881 durch Direktorialverfügung unterdrückten „Presse für Elsaß und Lothringen“. In Brumath, Paris und Straßburg sind Straßen nach ihm benannt.
Von 1878 bis zu seinem Tode war er Mitglied des Deutschen Reichstags für den Wahlkreis Elsaß-Lothringen 8 (Straßburg) und die Elsässische Protestpartei.